# Saint-Paul-d'Abbotsford
Saint-Paul-d'Abbotsford är en kommun i provinsen Québec i Kanada. Den ligger i regionen Montérégie, i den sydöstra delen av landet, 220 km öster om huvudstaden Ottawa.